# Большая Рассоха (приток Большого Томана)
Большая Рассоха — река в России, протекает по Республике Коми. Устье реки находится в 53 км по правому берегу реки Большой Томан. Длина реки составляет 21 км.

## Данные водного реестра
По данным государственного водного реестра России относится к Двинско-Печорскому бассейновому округу, водохозяйственный участок реки — Печора от водомерного поста Усть-Цильма и до устья, речной подбассейн реки — бассейны притоков Печоры ниже впадения Усы. Речной бассейн реки — Печора.
Код объекта в государственном водном реестре — 03050300212103000080369.